# 篠塚恭一
篠塚 恭一（しのづか きょういち、1961年（昭和36年）9月 - 2025年2月18日）は日本国の実業家。介護付き旅行事業のパイオニアとされる。

## 概説
1961年（昭和36年）9月に千葉県で生まれる。1981年（昭和56年）に学校法人東京写真学園東京観光専門学校を卒業。近畿日本ツーリスト株式会社の添乗員などを経て、1991年（平成3年）に添乗員派遣などを行う株式会社エス・ピー・アイを設立し、同社代表取締役社長に就任する。1995年（平成7年）頃から、高齢者や障害者向け介護付き旅行事業を始める。広くトラベルヘルパーを育成することを目的に、2006年（平成18年）に特定非営利活動法人日本トラベルヘルパー協会を設立、理事長に就任した。
2025年2月18日、病気のため死去。63歳没。

## 著書
- 「旅の感動や出会いをいつまでも… 高齢で身体が不自由になっても旅はできる!--あ・える倶楽部」『福祉環境』第12巻第12号、ED研究所、2006年12月、18-21頁、全国書誌番号:00118786。
- 「ヘルスケアリーダー 株式会社エス・ピー・アイ代表取締役 篠塚恭一氏：介護旅行に情熱注ぐパイオニア 要介護者にも旅の喜びを」『日経ヘルスケア』第229号、日経BP社、2008年11月、3-5頁、ISSN 1881-5707。
- 『介護旅行にでかけませんか：トラベルヘルパーがおしえる旅の夢のかなえかた』講談社〈介護ライブラリー〉、2011年1月。ISBN 978-4-06-282450-7。
- 「トラベルヘルパーが教える旅の夢の叶え方：四肢麻痺の方でも 楽しい旅行が可能です」『難病と在宅ケア』第17巻第4号、日本プランニングセンター、2011年7月、20-23頁、ISSN 1880-9200。
- 「トラベルヘルパーを利用して海外旅行を楽しもう」『ノーマライゼーション：障害者の福祉』第32巻第9号、日本障害者リハビリテーション協会、2012年9月、24-27頁、ISSN 1341-4216。
- 「日本トラベルヘルパー協会 ユニバーサルツーリズムとトラベルヘルパーのこれから」『住民と自治』第615号、自治体研究社、2014年7月、26-28頁、ISSN 1343-6244。
- 「トラベルヘルパー（外出支援専門員）とは：介護技術と旅の業務知識を備えた専門家」第16巻第5号、北隆館、2014年5月、ISSN 1345-0123。
- 「外出は心と体に効くリハビリ 要介護になっても旅はできるんです」『望星』第45巻第12号、東海教育研究所、2014年12月、37-43頁、ISSN 0288-9862、全国書誌番号:00021886。
- 「障害者・高齢者と旅行」『福祉介護テクノプラス』第11巻第8号、日本工業出版、2018年8月、1-5頁、ISSN 2187-1698、全国書誌番号:01031236。
- 「介護が必要な人の旅行を支援 トラベルヘルパーを育成」『老健』第30巻第7号、全国老人保健施設協会、2019年10月、34-37頁、ISSN 2435-4368。
- 「旅は最高のリハビリ：トラベルヘルパーの活動」第15巻第1号、地域リハビリテーション、2020年3月、ISSN 1880-5523、全国書誌番号:01011993。

## 脚註